# Heartburn - Affari di cuore
Heartburn - Affari di cuore (Heartburn) è un film del 1986 diretto da Mike Nichols.
Il film, semi-biografico, sceneggiato da Nora Ephron, si basa sul suo matrimonio con il giornalista Carl Bernstein; segna il debutto cinematografico dell'allora ventisettenne Kevin Spacey. In un piccolo ruolo vi recita anche la figlia di Meryl Streep, Mamie Gummer, accreditata col nome di Natalie Stern. Il ruolo di Mark Forman doveva essere interpretato da Mandy Patinkin, sostituito da Jack Nicholson dopo un solo giorno di riprese; c'è una breve apparizione del regista Miloš Forman.

## Trama
A New York, i non più giovanissimi giornalisti Mark Forman e Rachel Samstat si incontrano al matrimonio di un loro amico, si innamorano e poco tempo dopo si sposano. Si trasferiscono a Washington e hanno una figlia, Annie. In seguito, lei rimane nuovamente incinta e scopre, grazie a delle lettere trovate in un cassetto della camera da letto, che il marito ha una relazione con la socialista Thelma Rice. Delusa ed amareggiata, Rachel lascia Mark e si rifugia a New York a casa del padre, da poco vedovo, dove tenta di continuare la carriera giornalistica. Conserva comunque la fede matrimoniale che, però, le viene rubata da un ladro.
Poco tempo dopo, Mark si presenta sotto casa di Rachel dichiarandole di averla sempre amata e di aver lasciato definitivamente Thelma. Così Mark riesce a farsi perdonare da Rachel la quale torna a Washington con lui. Dapprima i due faticano a ritornare alla normalità, ma pian piano il rapporto ricomincia a funzionare. Una sera, Rachel scopre che in realtà Mark non ha mai lasciato Thelma, pertanto lo lascia umiliandolo davanti ad alcuni amici di famiglia tirandogli una torta in faccia. Dopodiché se ne va di casa e parte in aereo con la piccola Annie e il nuovo bimbo per iniziare una nuova vita.

## Produzione
Il film è stato prodotto dalla Paramount Pictures. Le scene sono state girate completamente negli Stati Uniti dal 19 luglio 1985 al 10 ottobre dello stesso anno, più precisamente a New York (nell'omonimo stato), e ad Alexandria (Virginia). Il budget ammonta a circa 20000000 $.

### Tagline
Le tagline per il film sono:
- Two Oscar Winning Stars Combine With An Oscar Winning Director (Regno Unito)
- Sex... Love... Marriage. Some people don't know when to quit!
- So This Is Love?
- They Thought It Was Love. It Was Really Heartburn.

## Distribuzione
La pellicola è stata distribuita negli Stati Uniti come première il 22 luglio 1986 e il 25 dello stesso mese nel resto del paese; in Italia il 10 settembre dalla United International Pictures (UIP); in Francia il 29 ottobre con il nome La brûlure; in Spagna il 20 novembre come Se acabó el pastel, e nel Regno Unito il 16 gennaio 1987.

### Divieto
Il film è stato vietato ai minori di 11 anni in Svezia; minori di 12 anni nella Germania Ovest, Portogallo, Norvegia, e Finlandia; in Argentina è stato invece vietato ai minori di 13 anni. Nel Perù poterono vedere la pellicola solo i maggiori di 14 anni, mentre in Corea del Sud e in Regno Unito solo i maggiori di 15 anni. In patria invece è stato valutato dalla Motion Picture Association of America (MPAA) R (restricted), ovvero vietato ai minori di 17 anni non accompagnati dai genitori.

## Accoglienza
Il film in patria nel primo week-end di apertura incassa 5783079 $ dopo essere stato trasmesso in 843 cinema, mentre in tutto guadagna 25314189 $.
Su IMDb riceve un punteggio di 6/10, mentre su MYmovies 2.92/5.

## Colonna sonora
La sigla iniziale e brano ricorrente nel film è Coming Around Again di Carly Simon del 1986.